# 小行星4634
小行星4634（英語：4634 Shibuya）是一颗围绕太阳公转的小行星。1988年1月16日，M. Inoue、村松修在小淵澤发现了此天体。
这颗小行星的绝对星等为54.18398等。